# آيت بوبكر (أغبالو)
آيت بوبكر هي إحدى مشيخات المملكة المغربية، تتبع جغرافيا لإقليم ميدلت وإداريًا لأغبالو. يقدر عدد سكانها بـ 22121 نسمة حسب الإحصاء الرسمي للسكان والسكنى لسنة 2004.